# Ora di Dublino
L'Ora di Dublino o UTC-0:25 è stato un fuso orario in ritardo di 25 minuti rispetto all'UTC, esistito in Irlanda tra 1880 e 1916.
Chiamato Dublin Mean Time, corrispondeva a un'approssimazione dell'ora solare media di Dublino, in ritardo di 25 min e 21 s rispetto al GMT ed era fissata a GMT-0:25. Fu abbandonato nel 1916 in favore del GMT.

## Zone
UTC-0:25 è stato utilizzato nei seguenti paesi e territori:
- Regno Unito
  -  Irlanda